# أولمو جنتيلي
أولمو جنتيلي (بالإيطالية: Olmo Gentile)‏ هي بلدة وبلدية في مقاطعة أستي في إقليم بييمونتي في الإيطالي.

## السكان
في سنة 1861 بلغ عدد السكان 403 نسمة، وتطور العدد ليصل في سنة 2011 لـ 90 نسمة.
يظهر هذا المخطط البياني تطور النمو السكاني لـ أولمو جنتيلي